# Марк Валерий Месала Барбат Апиан
Вижте пояснителната страница за други личности с името Марк Валерий Месала.
Марк Валерий Месала Барбат Апиан (на латински: Marcus Valerius Messalla Barbatus Appianus) e политик и сенатор на ранната Римска империя.

## Биография
Той е син на Апий Клавдий Пулхер (консул 38 пр.н.е.) и е осиновен от Марк Валерий Месала Руф (консул 53 пр.н.е.).
През 12 пр.н.е. е избран за консул заедно с Публий Сулпиций Квириний. Суфектконсули тази година са Гай Валгий Руф, Луций Волузий Сатурнин и Гай Каниний Ребил.
През 14 пр.н.е. Месала се жени за Клавдия Марцела Младша, дъщеря на Октавия Младша и Гай Клавдий Марцел Младши, с която има един син, Марк Валерий Месала Барбат, баща на Валерия Месалина, третата съпруга на император Клавдий. Месала умира по време на консулата си 12 пр.н.е., в годината, в която се ражда и дъщеря му Клавдия Пулхра, по-късната съпруга на Публий Квинтилий Вар, големият губещ при битката в Тевтобургската гора (битката на Варус).
Други сведения за политическия му живот не са познати.